# Liste der Monuments historiques in Dagny
Die Liste der Monuments historiques in Dagny führt die Monuments historiques in der französischen Gemeinde Dagny auf.

## Liste der Objekte
| Bezeichnung                                       | Beschreibung | Standort                        | Kennzeichnung | Schutzstatus | Datum | Bild |
| ------------------------------------------------- | --- | ------------------------------- | ------------- | ------------ | ----- | ---- |
| Prozessionsstab mit einer Statue Heiliger Géroche | Der Prozessionsstab mit der Statue wurde aus Holz gefertigt und wurde teilweise vergoldet. Er zeigt den Schutzheiligen der Kirche als Abt unter einem Baldachin stehend mit zwei vor der Statue stehenden Feuertöpfen. Entstehungszeit 18. Jahrhundert. | in der Kirche St-Géroche (Lage) | PM77002664    | Inscrit      | 1972  |      |
| Statue Madonna mit Kind                           | Hölzerne Statue aus dem 13. Jahrhundert. | in der Kirche St-Géroche (Lage) | PM77000527    | Classé       | 1948  |      |
| Reliquienbüste Heiliger Géroche                   | Reliquienbüste aus Holz mit Reliquie auf Brusthöhe der Büste. Entstehungszeit 18. Jahrhundert. | in der Kirche St-Géroche (Lage) | PM77002665    | Inscrit      | 1972  |      |
| Statue Christus am Kreuz                          | Hölzerne Statue aus dem 15. Jahrhundert. | in der Kirche St-Géroche (Lage) | PM77000526    | Classé       | 1908  |      |
| Retabel des Hauptaltars                           | Altar mit zwei kannelierten Säulen zu beiden Seiten des Altarbildes der Verkündigung und Statuen des Heiligen Géroche und der Madonna mit Kind. Entstehungszeit 19. Jahrhundert                                                                         | in der Kirche St-Géroche (Lage) | PM77004051    | Inscrit      | 1981  |      |